# Кінціг-Мург-Рінне

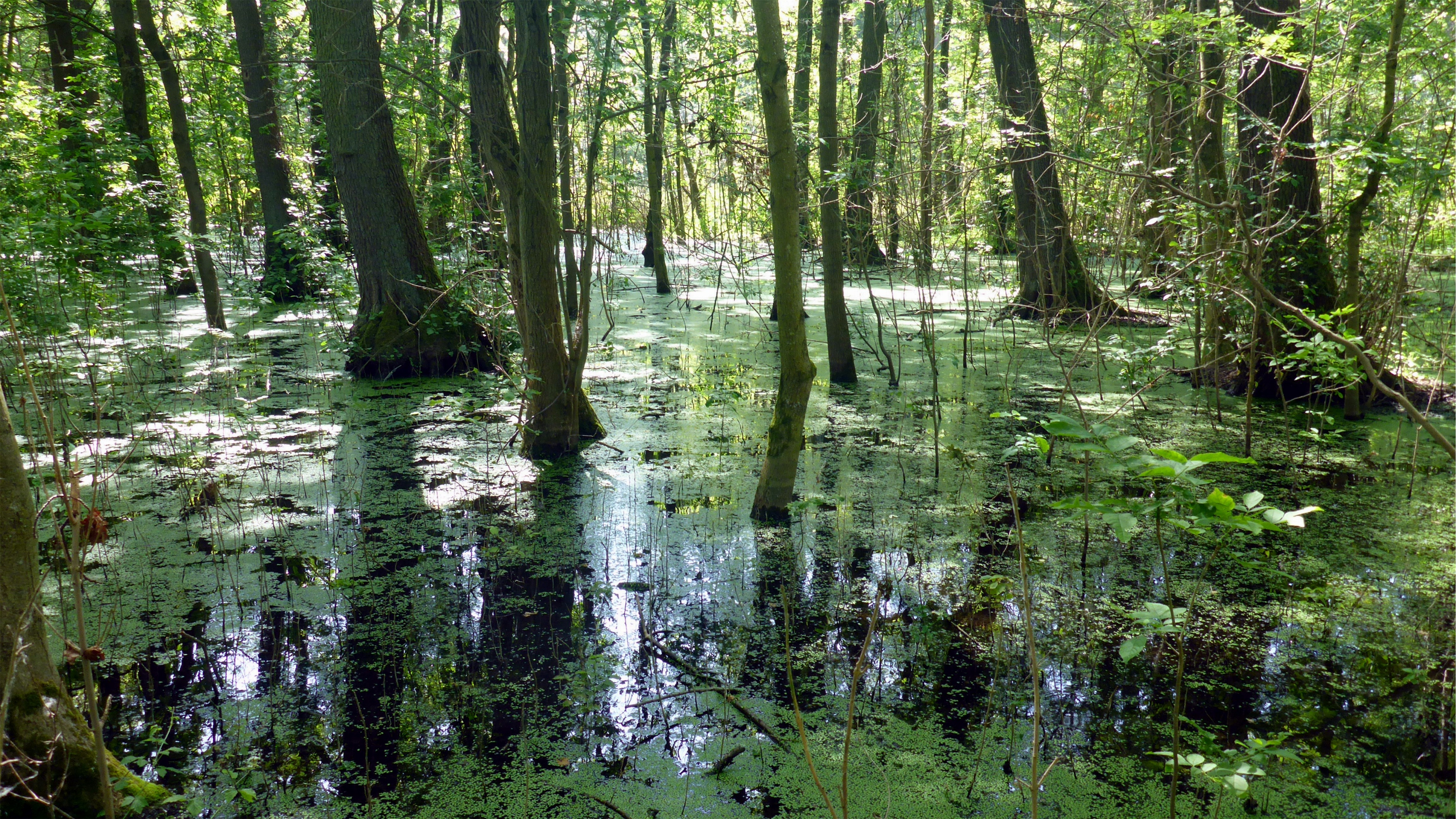
Брухвальд у природному заповіднику Вайнгартенер-Мор, майже незайманій природній території Кінціг-Мург-Рінне

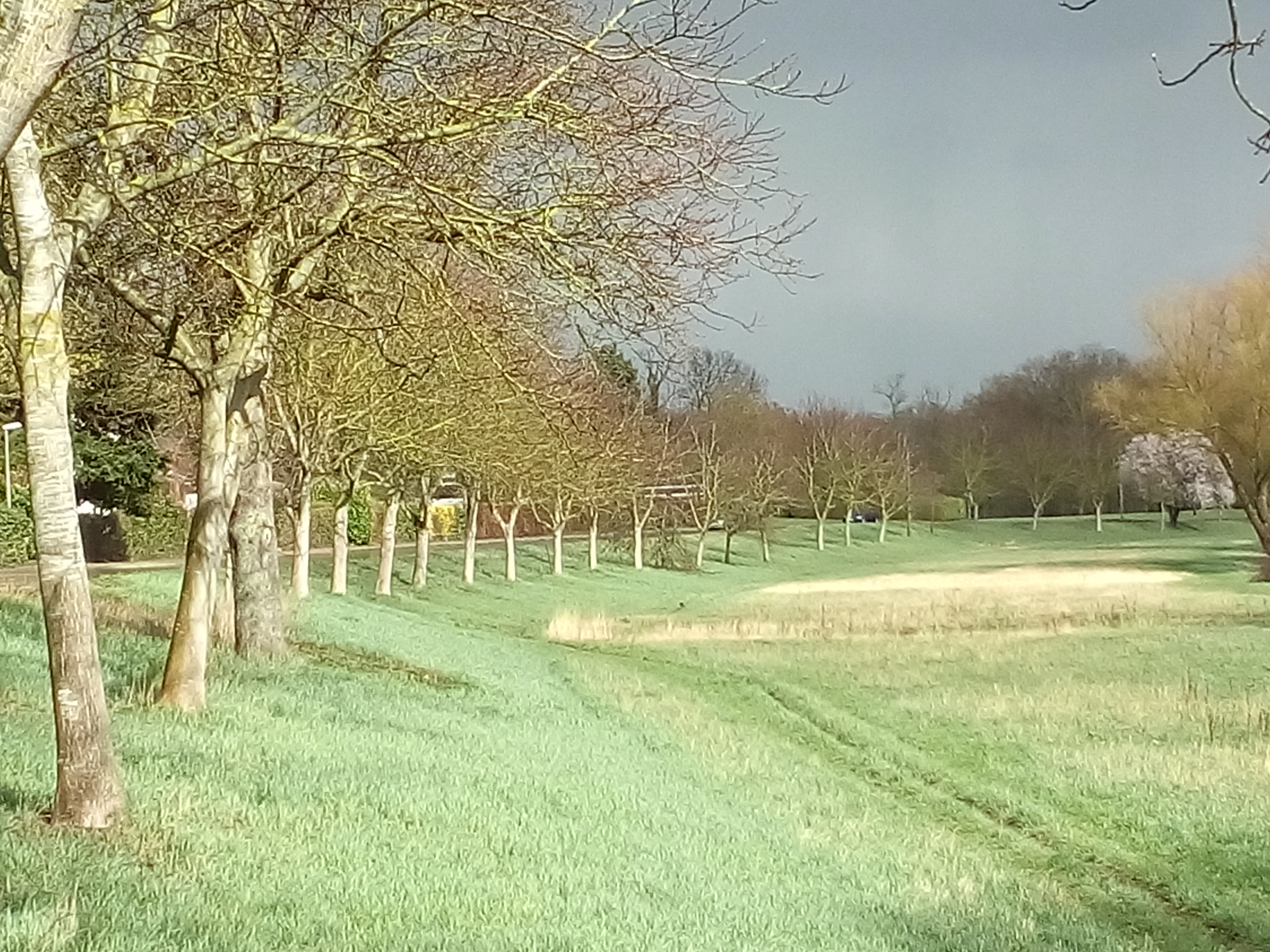
Карльсруе-Рюппурр, Баттштрасе : ряд дерев позначає схил звивистої дуги Кінціг-Мург-Рінне. Сьогодні Зеграбен протікає через канал і використовується як паводковий канал від Альбу до Обервальду під час повеней.

Кінціг-Мург-Рінне — назва  болотистої западини на східній околиці Верхньорейнської рівнини вздовж Шварцвальду, Крайхгау та Малого Оденвальду.
Западину можна простежити від міста Бюль на півдні до точки на південь від Гейдельберга. 
На південь від Бюля периферійну западину важко відокремити від річища Рейну. 
Це особливо виражено в районі Карлсруе; 

далі на північ западина прямує по краю Крайхгау до алювіального конуса Неккара. 
На північ від Гейдельберга можна знайти подібні западини, через які раніше протікали рукави Неккара. 

Назву Кінціг-Мург-Рінне дав геолог Ганс Тюрах, який говорив про річку Кінціг-Мург в 1912 році. 
Ця річка мала виток після закінчення Вюрмського льодовикового періоду біля Лара, приймала річки Шварцвальду Шуттер, Кінціг і Мург і впадала в Рейн біля Гоккенгайма. 
У 1822 році Йоганн Готфрід Тулла простежив западину до Східного Рейну, яка відгалужувалася від основного річища на південь від Кайзерштуль, приймала притоки з навколишніх гір і возз’єднувалася з Рейном вище Майнца. 

Згідно з останніми публікаціями, крайова западина була суцільним річищем лише короткий час після Вюрмського льодовикового періоду, якщо взагалі була. 
Особливо це стосується ділянки між Карлсруе-Грецингеном і Гейдельбергом, де неможливо виявити відкладення зі Шварцвальду, а вікове датування боліт показує, що процеси замулення почалися в пізньому льодовиковому періоді. 

Тому термін Кінціг-Мург-Рінне частково відкидається, натомість цю територію називають системою краєвих каналів долини, крайовою западиною, крайовою низовиною або крайовим річищем. 

Формування крайової западини частково пояснюється тектонічними причинами: Верхньорейнський грабен  виник як рифтова долина, східні частини якої занурюються найглибше. 
Вважається, що ці просідання триватимуть і зараз. 

В історичні часи територія боліт, що утворилася в периферійній западині, поступово осушувалася. 
Однак сьогодні вздовж Кінціг-Мург-Рінне все ще є деякі водно-болотні угіддя, які мають високу екологічну цінність, наприклад Вайнгартенер-Мор або Федербахбрух між Муггенштурмом і Мальшем. 
Є також вільхові ліси.
Важливе значення для створення поселень мала також периферійна западина. 
Поселення були побудовані, зокрема, на алювіальних конусах потоків з навколишніх гір або на так званих Герстенах, лінійних гравійних хребтах у межах западини. 
 
Місто Рюппурр, сьогодні район Карлсруе, виникло близько 900 років тому на все ще впізнаваних відкладах гравію в Кінціг-Мург-Рінне. 
Історична водойма тепер не помітна в міському пейзажі. 
Однак, коли Альб розливається, на навколишніх полях знову утворюються великі озера та водотоки, які відкривають яр.